# 维埃斯图里堂区
维埃斯图里堂区是拉脱维亚瑟米加利亞地区包斯卡市鎮的一个行政单位，堂区位于利耶盧佩河的左岸。

## 维埃斯图里堂区内的城镇、村庄和定居点
- 贝尔斯泰莱（拉脱维亚语） - 堂区行政中心

## 著名人物
- 雅尼斯·恰克斯特：拉脱维亚历史上第一任总统